# Craspedolepta anomola
Craspedolepta anomola är en insektsart som först beskrevs av Crawford 1914.  Craspedolepta anomola ingår i släktet Craspedolepta och familjen rundbladloppor. Inga underarter finns listade i Catalogue of Life.